# Parkinsonismo
Parkinsonismo, síndrome de Parkinson, parkinsonismo atípico ou parkinsonismo secundário (DP) é uma síndrome específica caracterizada por tremor, hipocinesia, rigidez e instabilidade postural. A causa mais comum de parkinsonismo é a condição neurodegenerativa conhecida como doença de Parkinson, entretanto, o parkinsonismo pode ser causado por diversas outras doenças, inclusive algumas toxinas, algumas doenças metabólicas, e outras condições neurológicas.
Embora cada caso mereça ser analisado de forma particular, outra causa comum do Parkinsonismo é o efeito colateral de medicamentos, principalmente os neurolépticos antipsicóticos, como as fenotiazinas (tais como a clorpromazina e a perfenazina), os tioxantenos (como o flupentixol e o zuclopentixol) e as butirofenonas (como o haloperidol), as piperazinas (tais como a ziprasidona) e, raramente, os antidepressivos.
A doença de Parkinson (DP) é dita idiopática, isto é, sem causa definida, mas outras formas de parkinsonismo, como os casos genéticos ou secundários a outras doenças ou exposição a substâncias, e mesmo os chamados parkinsonismos atípicos podem existir, acometendo pessoas de todas as idades e sexos, mas com prevalência maior em pessoas acima de 60 anos de idade.

## Etiologia
O parkinsonismo caracteriza-se pela disfunção ou morte dos neurônios produtores da dopamina no sistema nervoso central.
O local mais importante (mas não primordial, já que outras estruturas, como placas intestinais e bulbos olfatórios, podem ser lesados antes mesmo da degeneração da substância negra) de degeneração celular no parkinsonismo é a substância negra, pars compacta, presente na base do mesencéfalo. Entretanto, vários outros locais são acometidos durante o desenvolvimento da doença, mesmo fora do sistema nervoso central, dando ao Parkinsonismo um caráter complexo e multissistêmico O neurotransmissor deficiente, entre outros, é a dopamina, produzido pela substância negra. Entretanto, outras estruturas além da substância negra podem estar acometidas (locus ceruleus, núcleo dorsal da rafe, núcleo pedúnculo-pontino), levando a anormalidades de outros neurotransmissores, como a serotonina, a acetilcolina e a noradrenalina.
As zonas afetadas no Parkinsonismo têm funções de controlo motor extra-piramidal, ou seja, elas controlam os movimento inconscientes como por exemplo os dos músculos da face (da comunicação emocional inconsciente) ou os das pernas quando o indivíduo está de pé (não é necessário normalmente pensar conscientemente em quais músculos contrair e relaxar quando estamos de pé mas eles contraem-se de qualquer forma).
Além disso, esses neurônios modificam os comandos conscientes básicos vindos dos neurônios corticais motores de forma a executar os movimentos de forma suave e sem perder o equilíbrio. Também é esse sistema extra-piramidal que impede que haja contração e relaxamento continuo e alternado dos músculos antagonistas e antagonistas aquando dos movimentos de precisão (segurar um objeto), calculando inconscientemente o equilíbrio exato necessário desses músculos para o objecto ficar fixado.
A forma predominante de Síndrome de Parkinson é a Doença de Parkinson, idiopática e ligada ao envelhecimento. Contudo, há outras formas de Parkinsonismo com outras etiologias mas a mesma manifestação clínica. Neste grupo, incluem-se os Parkinsonismos secundários, com doença primária que lesa os núcleos basais, como encefalites (infecções virais, por exemplo); doença de Wilson (distúrbio do acúmulo de Cobre em diversos órgãos incluindo o cérebro); uso de longo termo de determinados fármacos antipsicóticos.

### Doença de Parkinson
A doença de Parkinson é idiopática, ou seja é uma doença primária de causa obscura. Há degeneração das fibras de pigmentadas da substância negra com diminuição da reserva de dopamina; porém a dopamina não para de ser metabolizada.
É possível que a doença de Parkinson seja devida a defeitos subtis nas enzimas envolvidas na degradação das proteínas alfanucleína e/ou parkina (no Parkinsonismo genético o defeito é no próprio gene da alfanucleína ou parkina e é mais grave). Esses defeitos levariam à acumulação de inclusões dessas proteínas ao longo da vida (sob a forma dos corpos de Lewy visiveis ao microscópico), e traduziriam-se na morte dos neurónios que expressam essas proteínas (apenas os dopaminérgicos) ou na sua disfunção durante a velhice.
O parkinsonismo caracteriza-se pela disfunção ou morte dos neurónios produtores da dopamina no sistema nervoso central. O local primordial de degeneração celular no parkinsonismo é a substância negra, pars compacta, presente na base do mesencéfalo.
Estudos recentes dizem que a doença de Parkinson pode estar ligada a vitamima D.

### Parkinsonismo genético
Existem casos de síndrome de Parkinson de etiologia genética hereditária. Atualmente, há cerca de 8 genes reconhecidos como relacionados à Doença de Parkinson, dos quais os mais importantes são os da parkina e alfa-sinucleina. A doença genética pode ser autossômica dominante (do gene da alfa-sinucleina) ou autossômica recessiva (gene da parkina). Este subtipo freqüentemente surge em doentes mais jovens (~35 anos).
Outra doença degenerativa que causa parkinsonismo é a Atrofia sistémica múltipla.

## Os tipos de parkinsonismo atípico
Degeneração Corticobasal: Rigidez mais severa, apraxia (dificuldade de realizar movimentos coordenados - como se vestir por exemplo), assimetria acentuada e mioclonias.
Demência com Corpos de Lewy: é um dos tipos mais comuns de demência progressiva. Sua característica central é o progressivo declínio cognitivo combinado com acentuadas flutuações de vigília e atenção, complexo de alucinações visuais e sintomas motores, tais como a rigidez e a perda de movimento espontâneo.
Atrofia de Múltiplos Sistemas: é caracterizada por sintomas de falha no sistema autonômico provocando desmaios, constipação, disfunção erétil, retenção urinária e está combinado com tremor, rigidez, discurso arrastado e/ou perda de coordenação motora.
Paralisia Supranuclear Progressiva: os sintomas incluem frequentes quedas, paralisia do olhar (especialmente em olhar para baixo) e alterações de personalidade.

## Diagnóstico
O diagnóstico da Doença de Parkinson, principalmente no seu início, é um processo complexo e usualmente exige múltiplas consultas com um profissional especializado em neurologia. Não existe um exame que pode comprovar a incidência da doença e o diagnóstico pode ser realizado utilizando diversas técnicas. Por isso, muitos pacientes passam meses e até anos sem receber o diagnóstico correto.

## Tratamento
O parkinsonismo secundário pode ser melhorado pela resolução da doença primária subjacente. Contudo a doença de Parkinson e outras variantes primárias são incuráveis e a terapia visa melhorar os sintomas e retardar a progressão.
A terapia farmacológica visa restabelecer os níveis de dopamina no cérebro. É iniciada assim que o paciente reporte diminuição da qualidade de vida devido aos sintomas. Vários tipos de fármacos são usados, incluindo agonistas dos receptores da dopamina, inibidores do transporte ou degradação da dopamina extracelular e outros não dopaminérgicos.
Fármacos usados frequentemente são os anticolinérgicos; agonistas do receptor da dopamina, levodopa, apomorfina. Efeitos secundários da terapia incluem movimentos descoordenados frenéticos no pico da dose, reações anafiláticas a algum fármaco (alergias), náuseas.
Infelizmente, os doentes com parkinsonismo atípico não são considerados candidatos para qualquer uma das técnicas de tratamento cirúrgico disponíveis para a Doença de Parkinson, incluindo a estimulação cerebral profunda (DBS).

## Qualidade de vida
Os agonistas dopaminérgicos são drogas importantes no tratamento da DP e parecem produzir efeitos positivos sobre a qualidade de vida dos pacientes, existem evidências clínicas de que alguns agonistas dopaminérgicos tenham um efeito antidepressivo. Essa seria uma vantagem significativa dessas medicações já que nenhuma outra droga antiparkinsoniana teria um efeito semelhante sobre esse importante problema, possivelmente por diminuírem as complicações do tratamento e possivelmente aliviarem os sintomas depressivos. O complexo tratamento dessa doença deve ter como um dos objetivos a melhora na qualidade de vida dos pacientes. Os estudos disponíveis são ainda muito limitados e são necessários mais estudos comparativos que investiguem o impacto de diferentes medicações e estratégias terapêuticas. Sendo assim, neste momento não é possível afirmar que determinado medicamento antiparkinsoniano é superior a outro nesse quesito funcional complexo.